# Inangahua-Erdbeben von 1968
Das Inangahua-Erdbeben von 1968 auf der Südinsel von Neuseeland wurde anfangs unterschätzt. Nur nach und nach wurde das Ausmaß der Schäden bekannt, deren Beseitigung Jahre in Anspruch nahm.

## Geografie
Das Zentrum des Bebens lag nahe dem kleinen Ort Īnangahua, etwa 35 km westlich von Murchison und etwa 40 km östlich von Westport.

## Das Beben
Am 24. Mai 1968 um 5:24 Uhr wurden die etwa 300 Bewohner der kleinen Orte Īnangahua und Īnangahua Junction von einem Erdbeben der Stärke 7,1 morgens wach gerüttelt. Erste Annahmen gingen von einem relativ schwachen Erdbeben aus. Doch es stellte sich heraus, dass alle Zugangsstraßen sowie alle Strom- und Telefonverbindungen unterbrochen waren. Zahlreiche Erdrutsche blockierten Straßen und Flüsse. Etwa 50 Brücken der Region wurden beschädigt oder zerstört.
Bedrohlich wurde die Situation 6 km flussaufwärts des Buller River hinter Īnangahua. Ein massiver Erdrutsch hatte den Fluss über 7 km aufgestaut und auf 30 m Höhe ansteigen lassen. Von Īnangahua bis nach Westport mussten alle Bewohner des Tals umgehend evakuiert werden. Da Īnangahua und Īnangahua Junction von der Außenwelt abgeschnitten waren, mussten 235 Einwohner mit dem Helikopter ausgeflogen werden, 50 weitere machen sich zu Fuß auf ins sicherere Reefton. Doch der Fluss überflutete den Staudamm, trug das Erdmaterial erodierend ab und klärte sein Flussbett aus eigener Kraft, ohne eine Flut zu erzeugen.
Die Reparaturen der Schäden nahmen mehrere Jahre in Anspruch, denn es mussten alle Straßen und Brücken repariert oder neu gebaut werden, und neben zwei Lokomotiven, die aus den Gleisen geworfen waren, wurden über 100 km Gleisanlagen neu verlegt.
In Īnangahua waren etwa 70 % der Häuser so beschädigt, dass sie unbewohnbar wurden. In anderen Teilen der Region hatten die Häuser, da hauptsächlich aus Holz gebaut, das Beben recht gut überstanden. Deshalb konzentrierten sich die Schäden der Häuser hauptsächlich auf die Inneneinrichtungen und auf die gemauerten Schornsteine.
In dem auf das Beben folgenden Monat wurden neben kleineren Beben 15 weitere Nachbeben mit der Stärke 5 und darüber registriert. 
Eingehende Untersuchungen der Verwerfungen ergaben, dass das Hauptbeben von der sogenannten "Blind Fault" (nicht sichtbare Verwerfung) ausging, die dort als Rotokohu Fault bezeichnet wird. Des Weiteren stellte sich heraus, dass zusätzlich zu den sichtbaren Brüchen an der Oberfläche die westlich liegende Lyell Fault und die Inangahua Fault bei dem Beben mit aktiviert worden waren.
Interessant ist unter anderem, dass über Schäden im Steinkohlenbergbau und Goldbergbau in und um Reefton keine Angaben gemacht worden sind.